# Tempestade tropical Jerry (2007)
A Tempestade tropical Jerry foi um ciclone tropical que se formou na porção norte do Oceano Atlântico. No início, Jerry era um ciclone subtropical mas posteriormente ganhou características tropicais. Jerry foi a décima tempestade que recebeu um nome da Temporada de furacões no oceano Atlântico de 2007. Ganhou status de tempestade subtropical em 23 de setembro de 2007, cerca de 1725 km a oeste de Açores. 12 horas após, Jerry ganhou características tropicais e foi reclassificado como Tempestade tropical Jerry. O sistema formou-se e seguiu caminho numa região do oceano com águas frias, o que não deixou a tempestade se desenvolver e em 25 de setembro de 2007, Jerry foi absorvido por um grande ciclone extratropical mais ao norte.

## História meteorológica

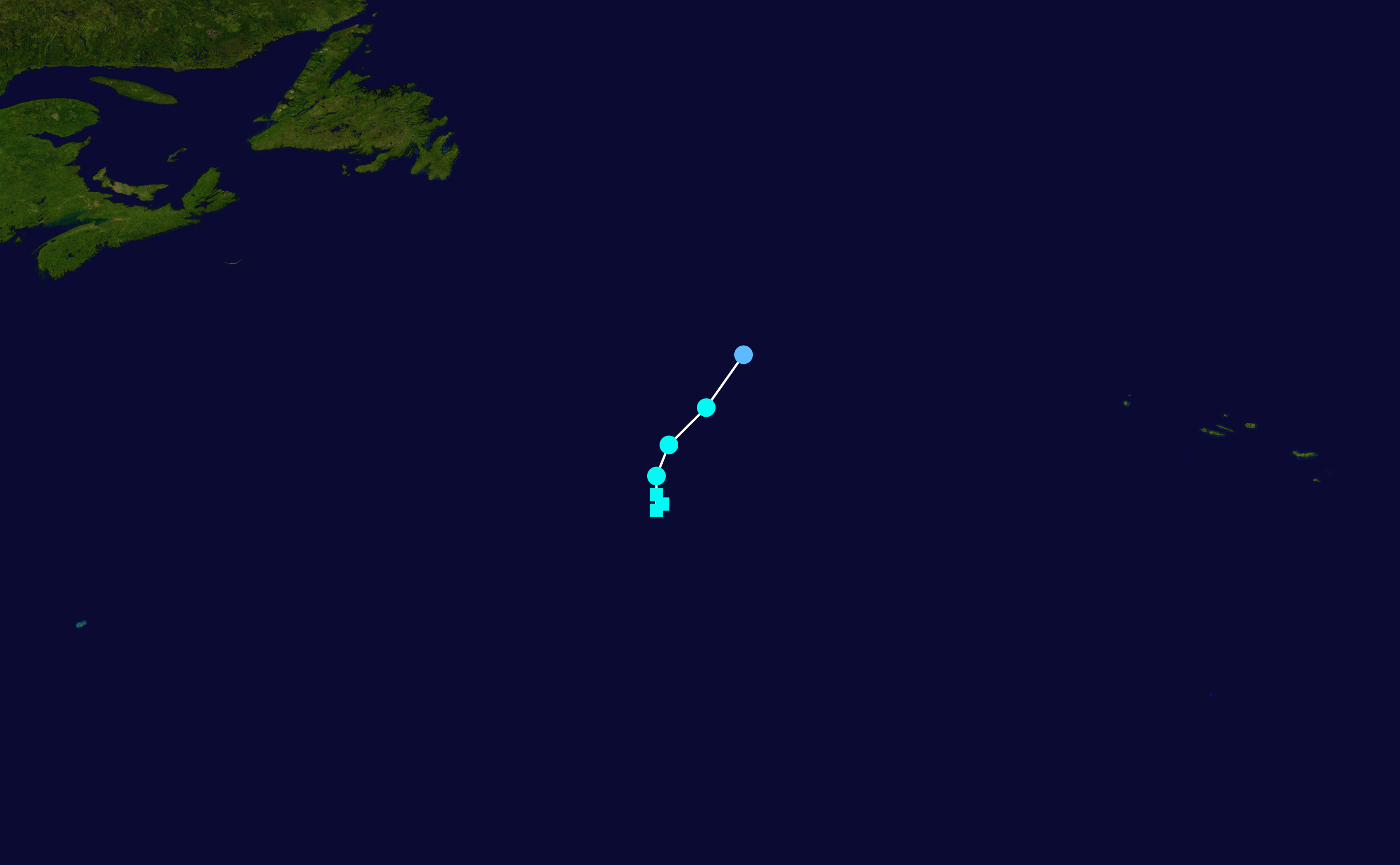
O caminho de Jerry

A tempestade tropical Jerry formou-se de uma área de baixa pressão não tropical que se formou em 21 de setembro e serpenteou sobre o Atlântico Norte por alguns dias, ao mesmo tempo em que áreas de convecção profunda de ar formavam-se no sistema. A atividade de temporais ficou mais bem organizado e envolveu completamente o centro do sistema. Nesse momento, o sistema estava envolvido por uma área de baixa pressão de altos níveis e os ventos mais fortes estavam muito longe do centro do sistema. Com base nestes dados, o Centro Nacional de Furacões estimou que a depressão que se formou por volta da meia-noite de 23 de setembro era subtropical em sua natureza. O sistema não contava com um núcleo interno definido e havia muitos vórtices de baixos níveis no interior do sistema, que eram indicados por nuvens que giravam perto da superfície e perto do centro do sistema. Mas, quando dados de estimativas em imagens de satélite e dados do satélite QuikSCAT indicaram que os ventos máximos constantes tinham se intensificado para 65 km/h. Assim, o sistema tornou-se uma tempestade subtropical. Posteriormente, áreas de convecção profunda formaram-se perto do centro de Jerry e o raio de ventos máximos diminuiu, Jerry tornou-se totalmente tropical em sua natureza por volta da meia-noite de 24 de setembro, com pico de intensidade com ventos constantes de 65 km/h. Logo depois, Jerry locomovia-se lentamente em direção ao nordeste sobre águas frias e começou a se enfraquecer. Uma forte frente fria aproximou-se da área e Jerry acelerou seu movimento em direção a esta frente. Por volta da meia-noite de 25 de setembro, a circulação de ar de Jerry abriu-se e ganhou a forma típica de um cavado e posteriormente se dissipou.

## Preparativos e impactos
A tempestade tropical Jerry nunca se aproximou da costa durante o seu período de existência e devido a isto não foi registrado nenhuma ocorrência ou incidente devido à tempestade. Nenhuma estação meteorológica ou navio registrou os ventos associados a Jerry.